# Petróleo leve
Petróleo leve é um tipo de petróleo com baixa densidade e que escoa livremente à temperatura ambiente. Possui uma baixa viscosidade e massa específica e alto grau API devido a presença de frações leves no petróleo.